# Ầu ơ ví dầu
Ầu ơ ví dầu là một bộ phim truyền hình được thực hiện bởi Công ty Sóng Vàng, do Nguyễn Duy Linh làm đạo diễn. Phim phát sóng vào lúc 22h00 hằng ngày, bắt đầu từ ngày 28 tháng 10 năm 2012 và kết thúc vào ngày 10 tháng 12 năm 2012 trên kênh HTV9.

## Nội dung
Ầu ơ ví dầu xoay quanh cuộc đời của ba chị em Oanh (Ngọc Lan), Yến (Kim Dung), Hằng (Kiều Khanh) từ nhỏ cho đến lúc trưởng thành. Mẹ của họ là bà Nhàn (Kiều Trinh); mồ côi từ thuở nhỏ, bà được ông Nhật (Khánh Nam) để mắt tới và đưa về sống chung với lời hứa nếu bà sinh con trai thì sẽ cưới bà làm vợ. Nhưng vì ba cô con gái lần lượt được sinh ra, cuộc đời của bốn mẹ con từ đó như một lời ru buồn. Bà Nhàn bị ông Nhật hắt hủi, tìm cách đuổi bốn mẹ con đi để cưới vợ khác. Không lâu sau đó bà Nhàn bị bệnh nặng và qua đời, khiến cho cuộc sống của ba chị em mỗi người một ngã rẽ khác nhau...

## Diễn viên
- Hoàng Nhân trong vai Ông Bảy
- Kiều Trinh trong vai Bà Nhàn
- Ngọc Lan trong vai Oanh[4]
  - Phương Quỳnh trong vai Oanh (lúc nhỏ)
- Kim Dung trong vai Yến[5][6]
  - Hoàng Yến trong vai Yến (lúc nhỏ)
- Kiều Khanh trong vai Hằng[7]
  - Uyên Nhi trong vai Hằng (lúc nhỏ)
- Khánh Nam trong vai Ông Hai Nhật
- Hữu Thạch trong vai Ba Phải
- Hồng Thy trong vai Bà Cầm
- Tiểu Phụng trong vai Vợ Ba Phải
- Hoa Lan trong vai Bà Ba
- Hoàng Ny trong vai Bích
- Thanh Thủy trong vai Bà Tuyết
- Văn Tùng trong vai Ông Quân
- Hùng Trần trong vai Luật Sư Trung
- Nguyễn Hoàng trong vai Luân
- NSƯT Hùng Minh trong vai Ông Nội Luân
- Linh Trang trong vai Emy Lê
- Như Ngọc trong vai Vi
- Thúy Diệp trong vai Bà Hiển
- Văn Đua trong vai Ông Văn
- Nhật Khánh trong vai Lành
- Hùng Di trong vai Lộc
- Kim Ngân trong vai Bà Lan
- Nguyệt Hồng trong vai Bà Tâm
- Minh Hoàng trong vai Ông Huấn
- Văn Dũng trong vai Ông Chí
- Kim Cúc trong vai Sơ Hạnh
- Long Vân trong vai Sơ Minh
- Kim Hòa trong vai Ân
- Dũng Nhí trong vai Minh Rỗ
- Thùy Dung trong vai Bà Thanh
- Kiều Anh trong vai Nhân tình của Ông Hai Nhật
- Ngọc Sương trong vai Sương
- Hoàng Oanh trong vai Kế Toán
- Ái Thanh trong vai Thúy
- Cao Nghĩa trong vai Hải (Luật Sư Trung lúc nhỏ)
- Diệu Nhi trong vai Lam
- Thu Lai trong vai Như
- Quốc Phong trong vai Phóng Viên
- Kim Loan trong vai Sê Na Châu

Cùng một số diễn viên khác....

## Ca khúc trong phim
- Những bông hoa lưu lạc

Sáng tác: Văn Tứ Quý
Thể hiện: K2B Band
- Đời quạnh hiu

Sáng tác: Văn Tứ Quý
Thể hiện: Phi Nhung – Hiền Trang
- Tìm

Sáng tác và thể hiện: Văn Tứ Quý

## Đón nhận
Tại thời điểm phát sóng, tác phẩm được ghi nhận thu về những phản ứng tích cực từ khán giả. Viết cho Báo Cần Thơ, tác giả Ái Lam đã chỉ ra những điểm sáng từ diễn xuất của các diễn viên chính, kỹ thuật quay phim của đạo diễn đến phần nội dung và âm nhạc, từ đó chứng tỏ "sự đầu tư kỹ lưỡng" của phim cũng như khẳng định đây là một bộ phim truyền hình Việt "có chất lượng".
Hai năm sau khi bộ phim lên sóng, một trong những diễn viên chính của phim, Phương Quỳnh, đã được trao giải "Gương mặt truyền hình triển vọng" tại Ngôi Sao Xanh 2014 nhờ màn thể hiện trong tác phẩm.

## Giải thưởng
| Năm  | Giải thưởng   | Hạng mục                         | Đề cử (người) | Kết quả   | Tham khảo |
| ---- | ------------- | -------------------------------- | ------------- | --------- | --------- |
| 2014 | Ngôi Sao Xanh | Gương mặt truyền hình triển vọng | Phương Quỳnh  | Đoạt giải | [ 10 ]    |